# David Lamelas
David Lamelas (Buenos Aires, 1946) és un artista argentí minimalista. Estudià a l'Academia de Bellas Artes de Buenos Aires (1966) i a la St. Martin School of Art de Londres (1969). Des de la meitat dels anys seixanta treballà en escultures minimalistes, i aviat començà a investigar les possibilitats tecnològiques dels mitjans de comunicació. Participà en la Biennal de Venècia del 1968 amb l'obra Office of Information, About the Vietnam War i també en l'exposició Informatio (1970) al MOMA. Fou seleccionat per a l'exposició Darrere dels fets, Interfunktionen (1968-1975) amb altres 100 artistes més a la Fundació Joan Miró. El 2001 participà en la Triennal Art Report de Barcelona.

## Biografia
Des dels anys seixanta, Lamelas ha estat un dels representants més significatius de l'art contemporani a l'Argentina. Es va formar a l'Academia Nacional de Bellas Artes de Buenos Aires, on va entrar en contacte amb Lucio Fontana, George Vantongerloo i el grup Madi, i va exposar amb regularitat a l'Instituto Torcuato Di Tella de Buenos Aires, una institució privada sense ànim de lucre que concentrava l'avantguarda del país. Gràcies a una beca del British Council, el 1968 va viatjar a Londres per estudiar a la Saint Martin's School of Arts. Deu anys més tard es va traslladar a Los Angeles i el 1988 es va traslladar a Nova York. Durant els anys noranta, va alternar la seva residència entre Nova York, Brussel·les i Berlín. Des del 1999 viu entre Los Angeles, París i Nova York.
Pioner en els corrents radicals de l'escultura en els anys seixanta i setanta, la seva proposta va abandonar el concepte tradicional de volum i en va desplaçar els materials i els procediments. Des de les seves primeres pel·lícules, properes al cinema estructural, va desenvolupar un tractament molt particular del temps i l'espai. Les seves pel·lícules, instal·lacions i fotografies indaguen com els mitjans de comunicació incideixen en la nostra construcció del missatge. Són obres experimentals que relacionen les convencions de la narrativa fílmica amb noves formes de construcció del relat i aconsegueixen crear processos alternatius de comunicació i cognició.
Des que va participar en la Biennal de Venècia (1968), va presentar la seva primera pel·lícula al Camden Arts Center de Londres (1969) i va participar en la Documenta 5 de Kassel (1972), l'obra experimental de Lamelas s'ha pogut veure en múltiples exposicions a Europa i Amèrica. Destaquen la primera retrospectiva que va tenir lloc a Europa, al Witte de With de Rotterdam i al Kunstverein de Múnic (1997) i la gran retrospectiva del Museum of Contemporary Art de Los Angeles (1995). També ha exposat a la Whitechapel Art Gallery de Londres (2000), la Fundació Joan Miró de Barcelona, el Museum Fridericianum de Kassel, Museu d'Art Contemporani de la Fundació de Serralves, a Porto (2003-3004) i el Museo Reina Sofía de Madrid (2005). La seva obra forma part de les col·leccions del Metropolitan Museum of Art i el MoMA de Nueva York, la Tate Gallery de Londres i el MOCA de Los Angeles, entre d'altres.